# 松永正敏
松永 正敏（まつなが まさとし、嘉永4年6月1日（1851年6月29日） - 明治45年（1912年）2月18日）は、日本の陸軍軍人。陸軍中将正三位勲一等功二級男爵。幼名・山平。

## 経歴
熊本藩士、郡吏・松永和吉の二男として山鹿郡中富村に生まれる。明治4年（1871年）、伏見青年学舎を経て伏見教導隊に入る。二等伍長、二等軍曹、権曹長、曹長と昇進し、明治6年（1873年）5月、陸軍少尉に任官し歩兵第19大隊付となる。明治7年（1874年）5月から10月まで台湾出兵に従軍。歩兵第14連隊付、近衛歩兵第2連隊付などを経て、陸軍戸山学校で学んだ。明治10年（1877年）3月から10月まで西南戦争に出征した。
近衛局参謀、東部監軍部参謀、歩兵第4連隊大隊長、広島鎮台参謀、監軍部参謀、近衛歩兵第4連隊大隊長、対馬警備隊司令官、広島大本営付等を歴任し、日清戦争には歩兵第2連隊長として出征し、田庄台や営口での戦闘に参加した。第7師団参謀長などを経て、明治33年（1900年）4月、陸軍少将に進級。
日露戦争に歩兵第3旅団長として出征し、鴨緑江会戦から沙河会戦までを戦い、奉天会戦直前に第3軍参謀長に転ずる。明治38年（1905年）3月、会戦後の追撃戦で重傷を受け帰国。留守歩兵第3旅団司令部付を経て、同年10月、陸軍中将となる。明治40年（1907年）9月、男爵を叙爵し華族となる。第3師団長を経て第2師団長となり、朝鮮駐剳中の明治45年（1912年）京城にて死去した。

## 年譜
- 1873年（明治 6年） 9月21日 - 少尉
- 1876年（明治 9年） 7月15日 - 中尉
- 1879年（明治12年） 3月29日 - 大尉
- 1885年（明治18年） 5月27日 - 少佐
- 1892年（明治25年）11月 1日 - 中佐
- 1895年（明治28年）
  - 1月14日 - 歩兵第2連隊長
  - 1月18日 - 大佐
- 1900年（明治33年） 4月25日 - 少将
- 1905年（明治38年）10月18日 - 第3師団長
- 1906年（明治39年） 7月 6日 - 第2師団長
- 1912年（明治45年） 2月18日 - 位一級被進[2]

## 栄典
位階
- 1885年（明治18年）7月25日 - 従六位[3]
- 1892年（明治25年）3月11日 - 正六位[4]
- 1905年（明治38年）8月7日 - 従四位[5]
- 1907年（明治40年）8月30日 - 正四位[6]
- 1910年（明治43年）9月30日 - 従三位[7]

勲章等
- 1894年（明治27年）5月29日 - 勲三等瑞宝章[8]
- 1895年（明治28年）9月20日 - 旭日中綬章・功四級金鵄勲章[9]
- 1906年（明治39年）4月1日 - 功二級金鵄勲章、旭日重光章、明治三十七八年従軍記章[10]
- 1907年（明治40年）
  - 5月31日 - 勲一等瑞宝章[11]
  - 9月21日 - 男爵 [12]
- 1911年（明治44年）6月13日 - 旭日大綬章[13]

外国勲章佩用允許
- 1910年（明治43年）8月28日 - 大韓帝国：李花大勲章[14]

## 親族
- 弟 松永末廣（村会議員・区長を歴任したのち中富村村長）
- 娘婿 黒沢主一郎（陸軍少将）・佐野光信（陸軍中将）